# フォーダム大学スクール・オブ・ロー

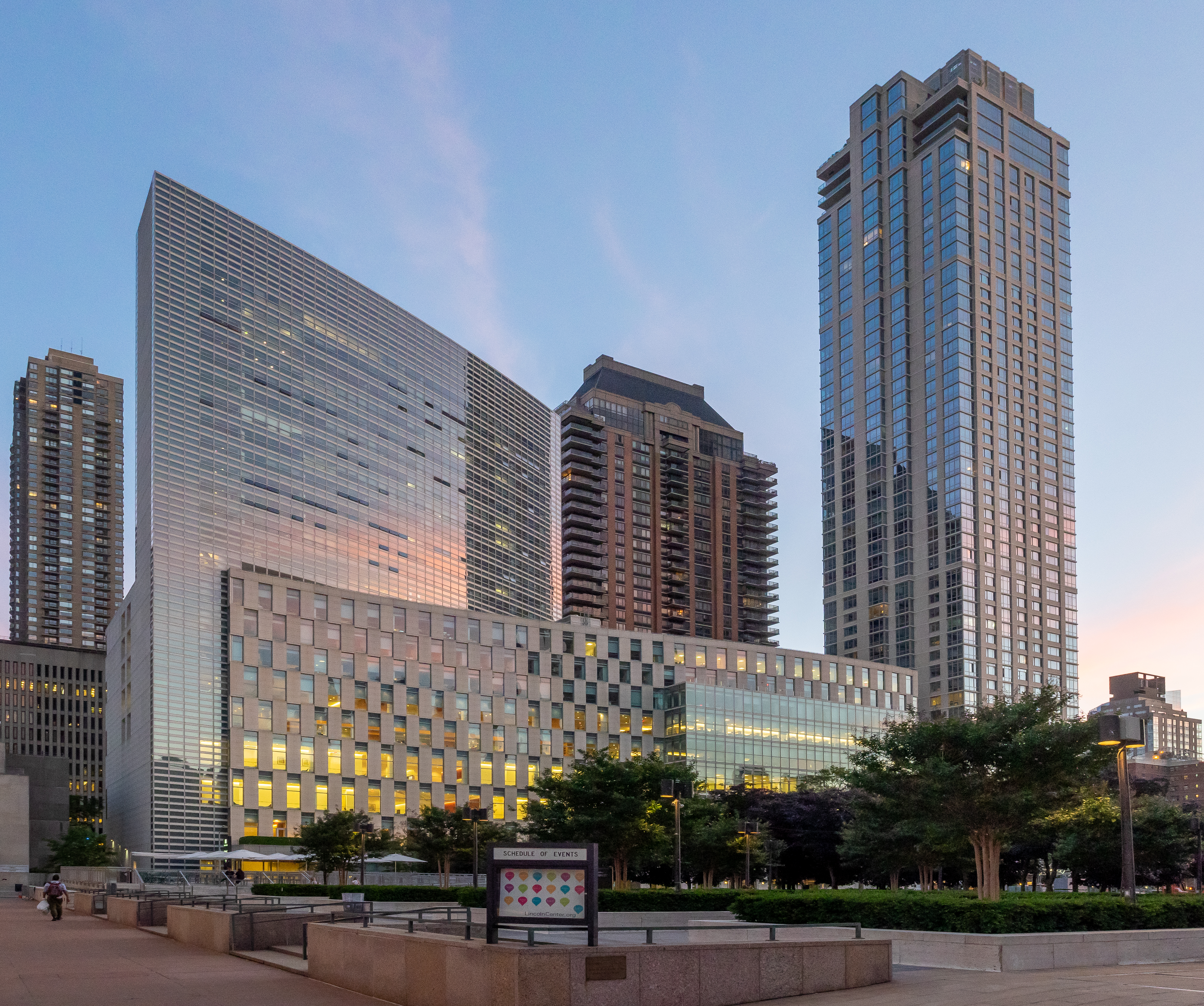
フォーダム大学ロースクール

フォーダム大学スクール・オブ・ロー（Fordham University School of Law）は、フォーダム大学のロー・スクール。略称はフォーダム・ロー（Fordham Law）。フォーダム大学リンカーンセンターキャンパスに所在。

## 概要
1905年にイエズス会系のフォーダム大学により創立された。アメリカ国内及び海外の大学法学科卒業以上の者に受験資格が与えられる。J.D.（法務博士、Juris Doctor）、LL.M（法学修士、Master of Laws）、J.S.D.（法学博士、Doctor of Laws）の各学位を取得できる。2011年度の出願者数は全米10位であった。
J.D.課程は、2020年3月に発表された2021年版『USニューズ&ワールド・レポート』の全米ロー・スクールランキングで27位、LL.M.課程は、『AUAP LL.M Rankings©』 の2011 Rankings of American LL.M/Master of Lawで全米6位にランクインしている。2019年版のQS World University Rankingsによれば、フォーダム大学ロースクール全体の世界ランキングは、101位～150位のランキング帯にあり、ロースクールは2017年の世界大学学術ランキングで全世界19位にランクインしている。
LL.M.課程におけるコースは9専攻あり、看板専攻の「Banking, Corporate, and Finance Law 専攻」をはじめ、「Corporate Compliance 専攻」、「Fashion Law 専攻」、「International Business and Trade Law 専攻」、「Intellectual Property and Information Technology Law 専攻」、「International Dispute Resolution 専攻」、「International Law and Justice 専攻」、「Real Estate Law 専攻」、「U.S. Law 専攻」がある。第1専攻を修了したときは、第2専攻を取るために第3学期も登録できる。
卒業生の就職は、アメリカの大手法律事務所（big law）への就職は8位である（2017年）。
「ニューヨークの三大ロー・スクール」の一つ（コロンビア・ロー・スクール、ニューヨーク大学・ロー・スクール、フォーダム大学・ロースクール）で、3校には交流協定があり、3校の学生は、お互いの図書館を自由に利用することもできる。

## 奨学金制度
複数の奨学金制度が存在する。なかでもマーティン奨学金は「優秀な成績と潜在的なリーダーシップ」を持つと見なされた学生のみに授与するものであり、授業料、ニューヨークへの往復の交通費、教科書、住居費が支給され、その他勉学に関連するすべての費用が無料となり、かつ卒業後の返済の義務はなく、一学年で一人しか受給できない。日本人では2018年、小室圭が選抜され受給している。

## 主な出身者
- 小室圭 - 眞子元内親王の夫にして秋篠宮文仁親王の女婿かつ悠仁親王の義兄。三菱東京UFJ銀行(現:三菱UFJ銀行)元行員、 法務博士(フォーダム大学）、 ニューヨーク州弁護士、ローウェンスタイン・サンドラー法律事務所アソシエイト。